# Ambt Delden
Pour les articles homonymes, voir Delden.
Ambt Delden est une ancienne commune néerlandaise de la province d'Overijssel.
La commune a été créée le 1er juillet 1818 par la scission de Delden en deux parties : la ville (Stad Delden) et la campagne environnante (Ambt Delden). En janvier 2001, les deux communes furent de nouveau regroupées dans le cadre d'une fusion plus ample avec Goor, Diepenheim et Markelo. De ce regroupement a été créée la commune de Hof van Twente.
Le chef-lieu était Bentelo, où se trouvait la mairie.
La zone géographique est également connue pour son vin Ambt Delden d'appellation d'origine protégée (AOP).